# Mazaredo
Mazaredo est une localité rurale argentine située dans le département de Deseado, dans la province de Santa Cruz. Son origine est liée à l'extension de la ligne télégraphique qui reliait General Conesa (province de Río Negro) à Cabo Vírgenes (Santa Cruz) entre 1899 et 1903. Lorsque ces travaux ont été réalisés, un grand nombre de colonies ont été créées le long de la côte patagonienne, certaines comme Caleta Olivia ont pu se développer, d'autres comme Bahía Laura ou Mazaredo n'ont pas pu croître et ont finalement été abandonnées.

## Toponymie
Le nom de cette baie a été donné en 1789 dans le cadre de l'expédition cartographique organisée par la Couronne espagnole sous la direction d'Alessandro Malaspina. Elle a été nommée en l'honneur de José de Mazarredo Salazar Muñatones y Gortázar (né le 8 mars 1745 à Bilbao et décédé le 29 juillet 1812 à Madrid), marin et militaire espagnol, lieutenant général de la Royal Navy. Le nom a ensuite été changé de Mazarredo à Mazaredo.

## Situation géomorphologique
Mazaredo est situé sur le plateau de Patagonie, à 5 km de la côte de la baie homonyme (baie de Mazaredo), sur le golfe San Jorge.

## Autres données
En 1904 et 1928, des travaux hydrographiques ont été réalisés dans la baie de Mazaredo par le personnel du transport 1° de Mayo commandé par le lieutenant Pedro Luisioni.
La localité était un port important, qui est devenu un point d'amarrage pour les navires.
La gare ferroviaire de Ramón Lista, située dans les environs immédiats de la ville, a tenté de porter son nom, mais l'initiative n'a pas abouti.